# Draba steyermarkii
Draba steyermarkii är en korsblommig växtart som beskrevs av Al-shehbaz. Draba steyermarkii ingår i släktet drabor, och familjen korsblommiga växter. IUCN kategoriserar arten globalt som sårbar. Inga underarter finns listade i Catalogue of Life.